# نواميس
نواميس تجمع سكاني بدوي يتبع إداريًا لمدينة نويبع بمحافظة جنوب سيناء، وأُنشأ بنواميس حديثًا مدرسة «فصل واحد» أقيمت بالجهود الذاتية وبتمويل من رجل أعمال.

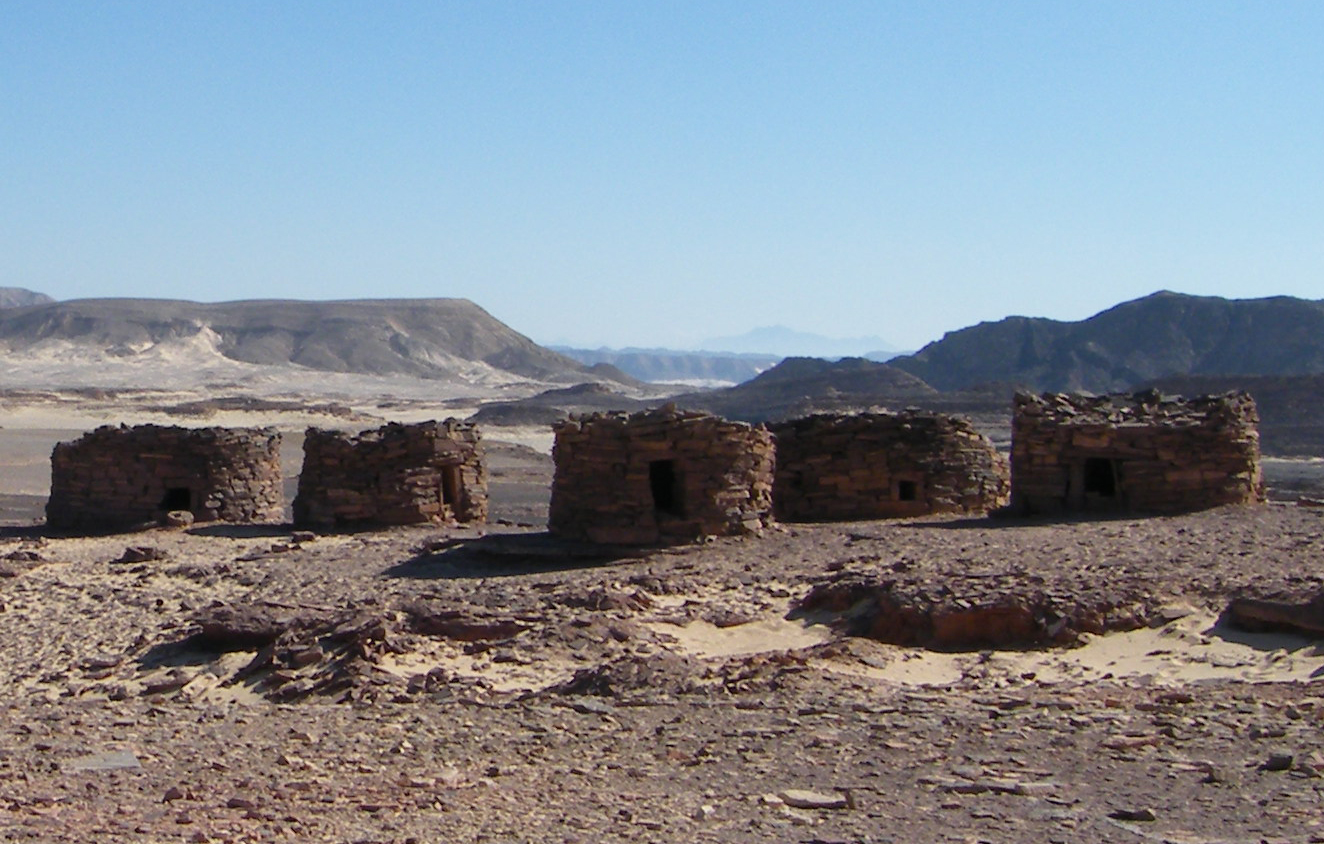
مباني أو مقابر يُقال أنّها بُنيت 3 آلاف سنة قبل الميلاد

## نواميس في مصر

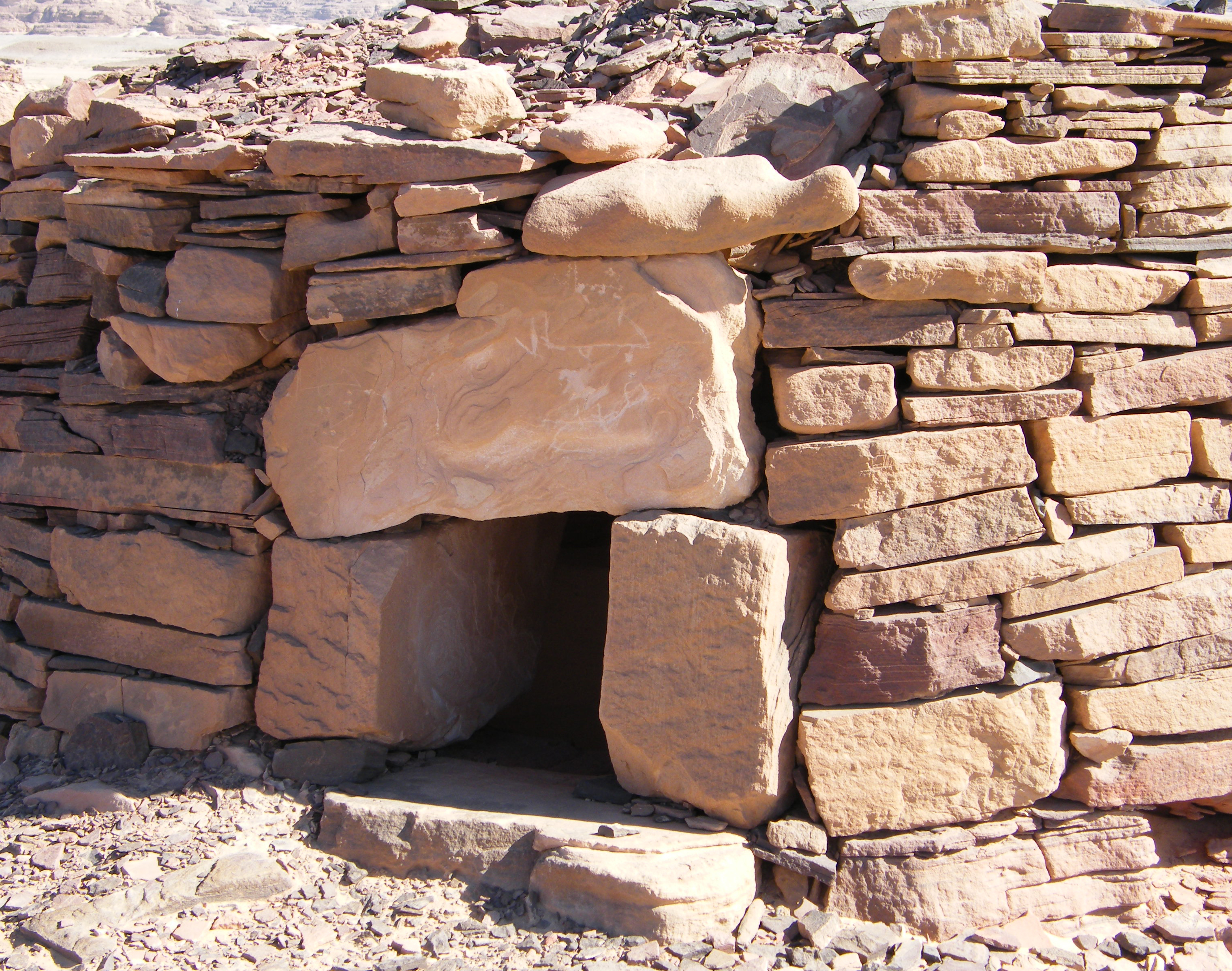
نواميس في جنوب سيناء

توجد مجموعة من الأبنية الحجرية الدائرية في سيناء قرب نويبع يطلق عليها لفظ نواميس.
يعتقد أنها أماكن للدفن. وقد يكون إسمها إشتق من لفظ (نوم).

## نواميس في سلطنة عمان

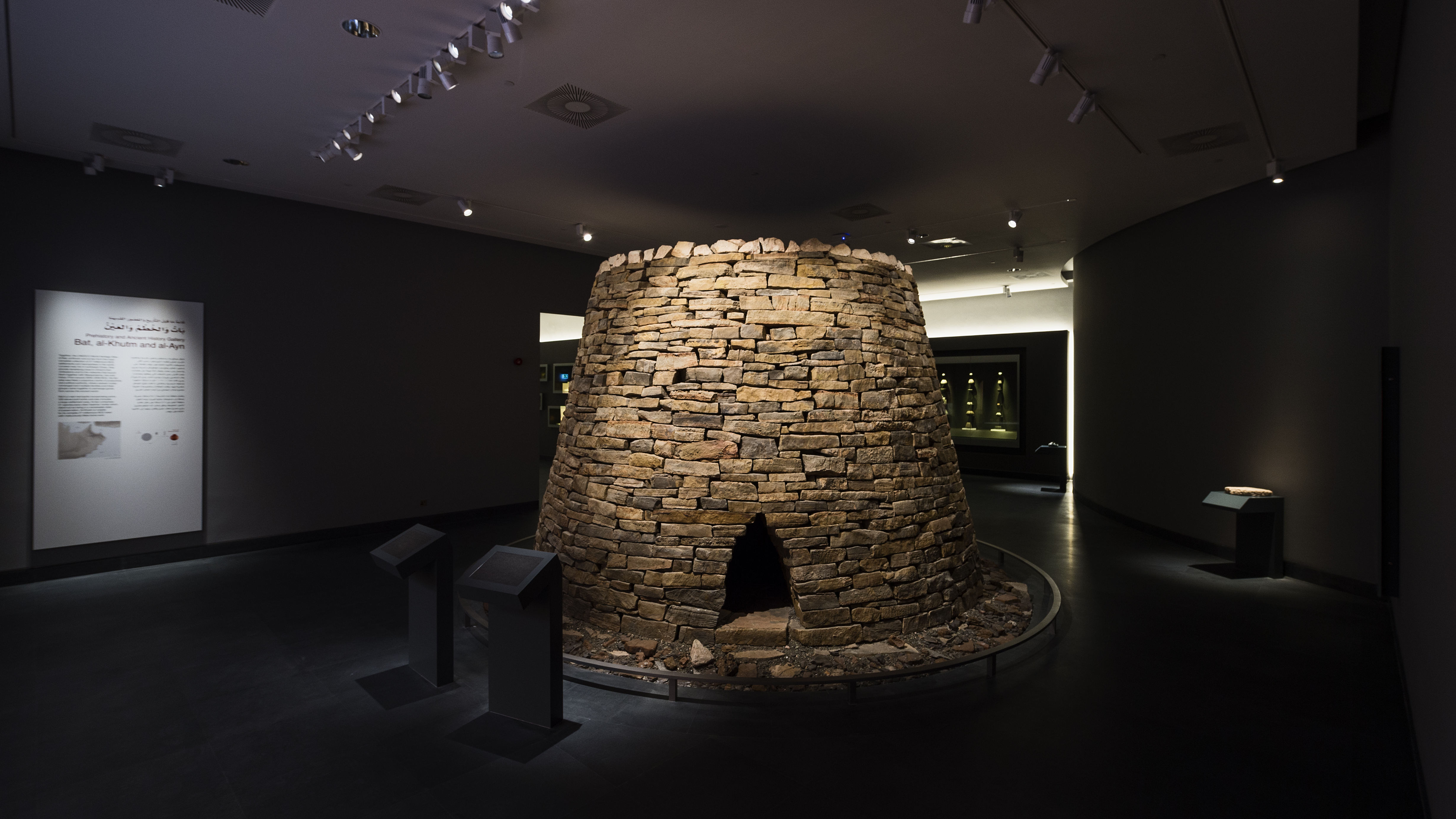
نواميس في بات والختوم والعين في سلطنة عمان

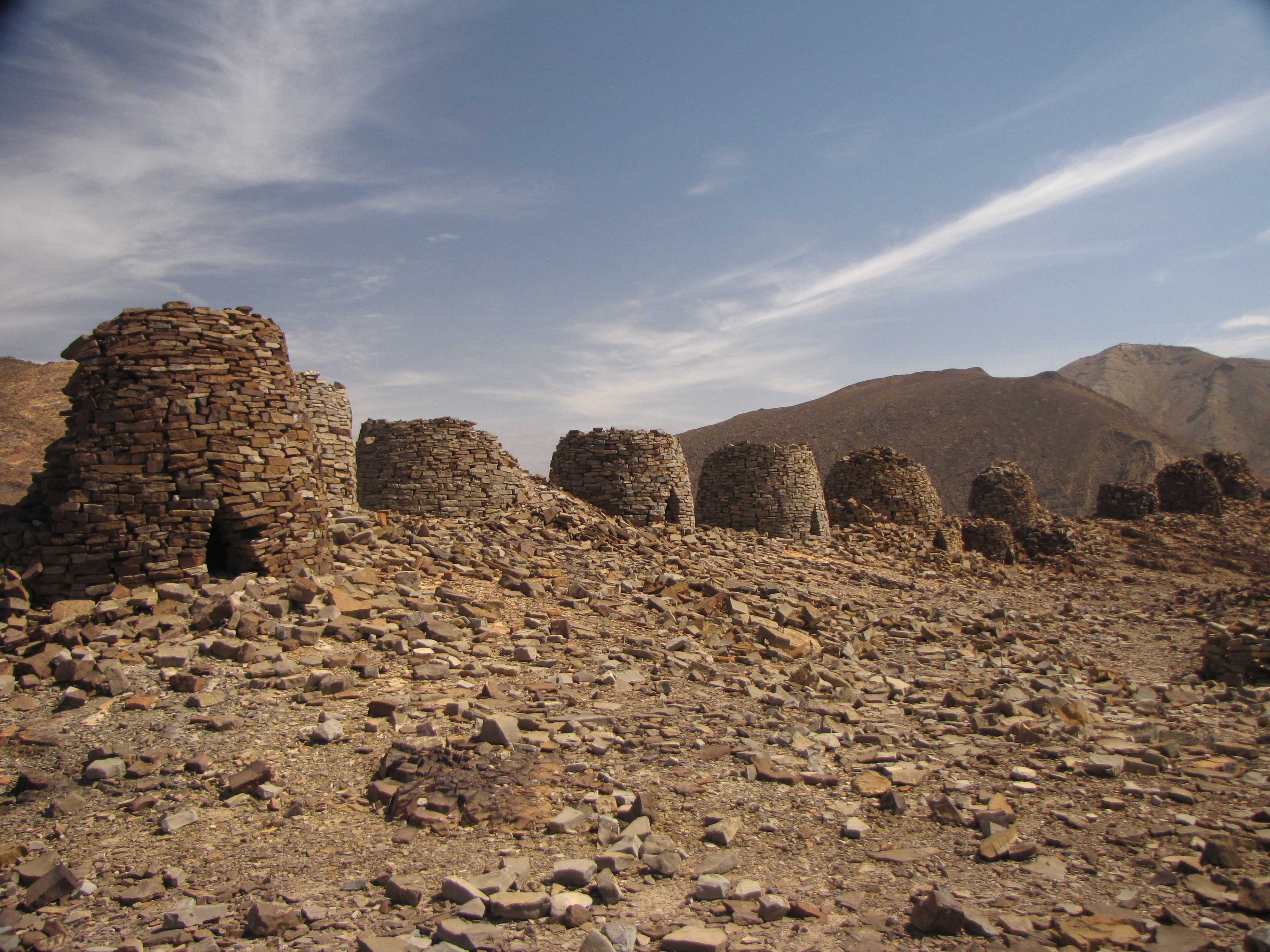
نموذج من نواميس سلطنة عمان في المتحف

توجد نواميس في منطقة بات والختوم والعين في سلطنة عمان.

## نواميس في اليمن

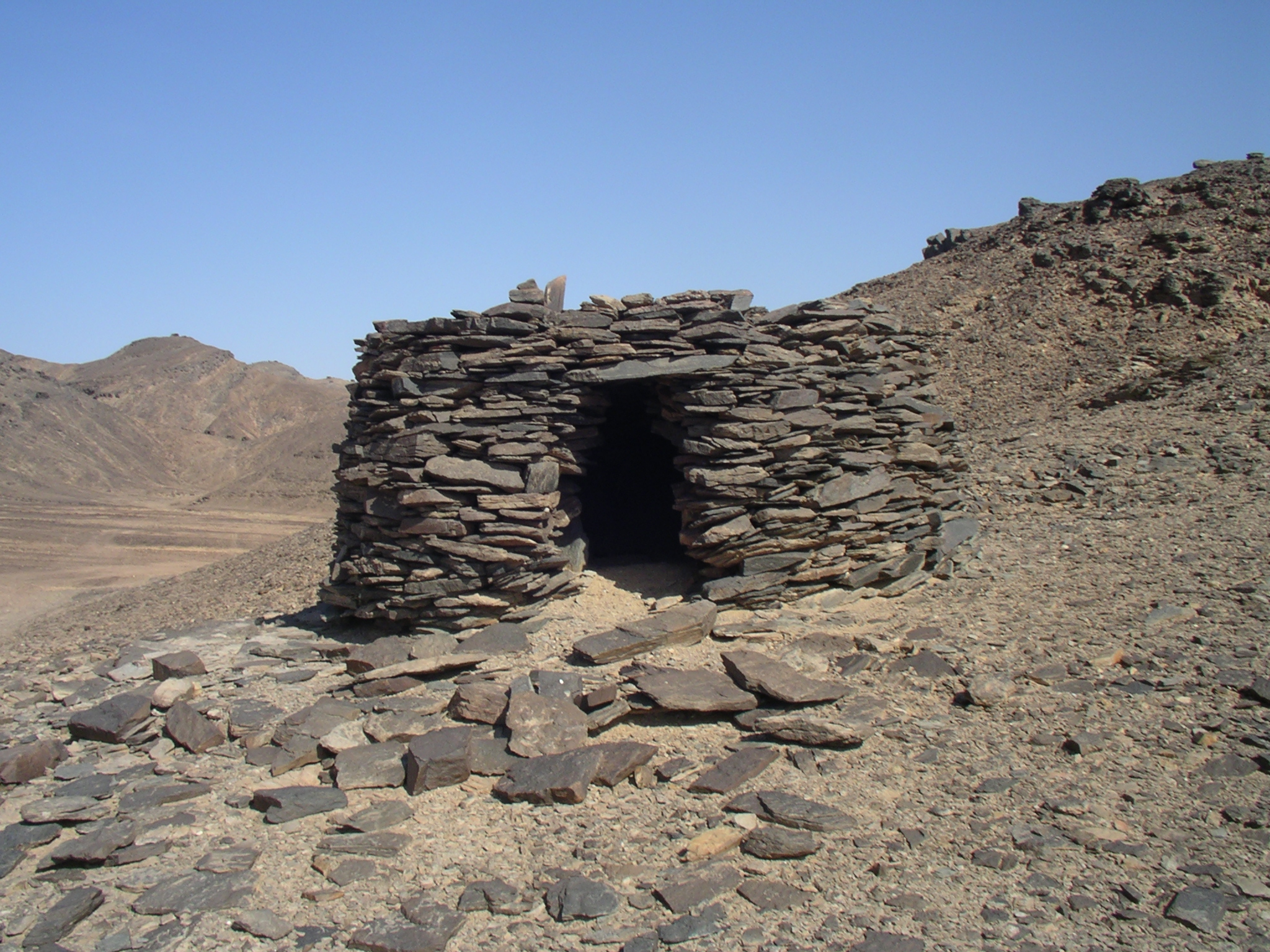
نوامييس في جبل رويك باليمن

توجد نواميس في منطقة جبل رويق باليمن